# Valentine Dyall
Valentine Dyall (* 7. Mai 1908 in London; † 24. Juni 1985 in Haywards Heath, West Sussex) war ein britischer Schauspieler.

## Leben und Karriere
Valentine Dyall wurde als Sohn des britischen Film- und Theaterschauspielers Franklin Dyall (1874–1950) geboren. Er folgte in den Beruf seines Vaters und begann seine Laufbahn in den 1930er-Jahren beim Theater, wobei er besonders häufig in Shakespeare-Stücken spielte.
Anfang der 1940er-Jahr begann Dyall an ersten Kinofilmen mitzuwirken, im Verlauf der Dekade hatte er Nebenrollen in den britischen Filmklassikern Leben und Sterben des Colonel Blimp (1943), Heinrich V. (1944) und Begegnung (1945). Im britischen Radio war Dyall in dieser Zeit in der langjährigen BBC-Hörspielreihe Appointment with Fear (1943–1955) als Erzählerfigur „The Man in Black“ präsent, die Horrorgeschichten vorträgt. Dyall war für diese Aufgabe prädestiniert durch seine tiefe, gegebenenfalls unheimlich klingende Stimme, die häufiger mit der von Vincent Price verglichen wurde. Vor der Kamera war Dyall mit seiner Stimme, einer großen Statur und oft strengen Gesichtszügen regelmäßig auf Schurkenrollen besetzt. 
Stimme und Auftreten brachten Dyall insbesondere in späteren Jahren viele Arrangements für Horrorfilme ein, die öfters von reißerischer oder billiger Machart waren. In dem Horrorstreifen Stadt der Toten spielte er 1960 an der Seite von Christopher Lee, in Nur Vampire küssen blutig lieh er 1971 dem Vampir  Graf Karnstein seine Stimme. Der wohl bekannteste und renommierteste Horrorfilm unter seiner Mitwirkung ist Bis das Blut gefriert mit Julie Harris und Claire Bloom, der 1963 unter Regie von Robert Wise entstand. Neben seiner Filmkarriere war Dyall weiterhin in London als Theaterschauspieler zu sehen, hier auch mehrfach in Hauptrollen.
Seit den 1950er-Jahren war Dyall regelmäßig im britischen Fernsehen zu sehen. So spielte er die Rolle des Dr. Livesley in gleich zwei Fernsehverfilmungen von Die Schatzinsel. Von 1977 bis 1979 hatte er eine Nebenrolle als Dr. Keldermans in der BBC-Fernsehserie Secret Army. Von 1979 bis 1982 verkörperte Livesley wiederkehrend bei Doctor Who die Rolle des Black Guardian, eine Personifikation von Chaos und Bösem, die als Antagonist fungierte. Bis zu seinem Tod 1985 im Alter von 77 Jahren blieb Dyall als Schauspieler aktiv und konnte er insgesamt auf eine vielbeschäftigte Film- und Fernsehkarriere von über 40 Jahren zurückblicken, auch wenn er fast nie Hauptrollen gespielt hatte.
Dyall war dreimal verheiratet und hatte drei Kinder. Ein Sohn von ihm war der Kostümdegsiner Christian Dyall (1944–1998).

## Filmografie (Auswahl)
- 1942: The Missing Million
- 1943: Leben und Sterben des Colonel Blimp (The Life and Death of Colonel Blimp)
- 1944: Hotel Reserve
- 1944: Heinrich V. (Henry V)
- 1945: Das Medium vom Quartier Latin (Latin Quarter)
- 1945: Ich weiß wohin ich gehe (I Know Where I’m Going!)
- 1945: Begegnung (Brief Encounter)
- 1945: Apotheker Sutton (Pink String and Sealing Wax)
- 1945: Caesar und Cleopatra (Caesar and Cleopatra)
- 1946: Rauschgift an Bord (Night Boat to Dublin)
- 1947: Symbol des Glücks (The White Unicorn)
- 1948: Im Banne der Vergangenheit (Corridor of Mirrors)
- 1948: Der Mann ohne Gewissen (My Brother’s Keeper)
- 1948: Der Frauenfeind (Woman Hater)
- 1948: Die Maske fällt (The Story of Shirley Yorke)
- 1949: Echo der Liebe (The Glass Mountain)
- 1949: Pique Dame (The Queen of Spades)
- 1949: Unschuldig verurteilt (For Them That Trespass)
- 1949: Mann im Netz (Man on the Run)
- 1949: Columbus (Christopher Columbus, Erzählerstimme)
- 1949: Männer, Mädchen, Diamanten (Diamond City)
- 1950: Der goldene Salamander (Golden Salamander)
- 1951: Treasure Island (Miniserie, 8 Folgen)
- 1952: Ivanhoe – Der schwarze Ritter (Ivanhoe)
- 1952: Kaleidoscope (Fernsehserie, 7 Folgen)
- 1952: Paul Temple und der Fall Marquis (Paul Temple Returns)
- 1953: Die Ritter der Tafelrunde (Knights of the Round Table)
- 1957: Treasure Island (Miniserie, 6 Folgen)
- 1960: Stadt der Toten (The City of the Dead)
- 1960–1961: Die Betrüger (The Cheaters, Fernsehserie, 6 Folgen)
- 1961: Die Bucht der Schmuggler (Fury at Smugglers’ Bay)
- 1963: Bis das Blut gefriert (The Haunting)
- 1964: Die erste Fahrt zum Mond (First Men in the Moon)
- 1966: Letzte Grüße von Onkel Joe (The Wrong Box)
- 1967: Die Nacht der Generale (The Night of the Generals) (Stimme)
- 1967: Casino Royale
- 1967: Mephisto ’68 (Bedazzled) (Stimme)
- 1968: Mit Schirm, Charme und Melone (The Avengers, Fernsehserie, Folge 7x04)
- 1969–1970: Slim John (Fernsehserie, 23 Folgen)
- 1970: Secrets of Sex (Stimme)
- 1970: Freewheelers (Fernsehserie, 6 Folgen)
- 1971: Nur Vampire küssen blutig (Lust for a Vampire) (Stimme)
- 1974: Mondblut (The Beast Must Die) (Stimme)
- 1975: The Great McGonagall
- 1976: Cinderellas silberner Schuh (The Slipper and the Rose)
- 1977–1979: Secret Army (Fernsehserie, 23 Folgen)
- 1979: Im Banne des Kalifen (Arabian Adventure) (Stimme)
- 1979–1983: Doctor Who (Fernsehserie, 13 Folgen)
- 1980: Blake’s 7 (Fernsehserie, Folge 3x06)
- 1981: Per Anhalter durch die Galaxis (The Hitchhiker’s Guide to the Galaxy, Fernsehserie, Folge 1x04, Stimme)
- 1982: Britannia Hospital
- 1983: Blackadder (Fernsehserie, Folge 1x05 Der Hexenschnüffler)
- 1983: Martin Luther, Heretic (Fernsehfilm)
- 1984: Miss Marple – Der Tote in der Bibliothek (The Body in the Library, Miniserie, 3 Folgen)
- 1985: Verlorene Liebesmüh (Love's Labour's Lost) (Fernsehfilm)